# 澜沧江天津广场
澜沧江天津广场，简称天津广场，位于中华人民共和国西藏自治区昌都市卡若区澜沧江扎曲、昂曲两河汇合处。2001年，澜沧江天津广场开始兴建，2002年10月落成。澜沧江天津广场占地面积1.6万平方米，总投资3,000万元。

## 背景
自1994年开始，天津市按照中央政府的部署开始对口支援西藏昌都建设。2001年，天津市委市政府将建设澜沧江天津广场纳入当年投资援建的重点工程，总投资3,000万元。澜沧江天津港广场由天津市城市规划设计研究院、天津市园林规划设计院、天津市政工程设计研究总院和天津美术学院共同设计，由天津市绿化工程公司承建，天津市建设工程监理公司全程监理。2002年10月，澜沧江天津广场落成，占地面积1.6万平方米，广场中央修建了一座高21.8米的鲲鹏雕塑，广场中北部修建了一座汉白玉制成的和氏璧。